# الغواصة الألمانية يو-486
غواصة يو-486 غواصة يو بوت ألمانية من الفئة السابعة سي بنيت لسلاح بحرية ألمانيا النازية كريغسمارينه، في أحواض دويتشه ويرك خلال الحرب العالمية الثانية.